# Manjawa
Manjawa (ukrainisch Манява; russisch Манява, polnisch Maniawa) ist ein Dorf in der ukrainischen Oblast Iwano-Frankiwsk mit etwa 3500 Einwohnern (2001).
Am 12. Juni 2020 wurde das Dorf ein Teil neu gegründeten Siedlungsgemeinde Solotwyn im Rajon Iwano-Frankiwsk; bis dahin bildete es zusammen mit der Siedlung Bojky (Бойки) die Landratsgemeinde Manjawa (Манявська сільська рада/Manjawska silska rada) im Rajon Bohorodtschany.

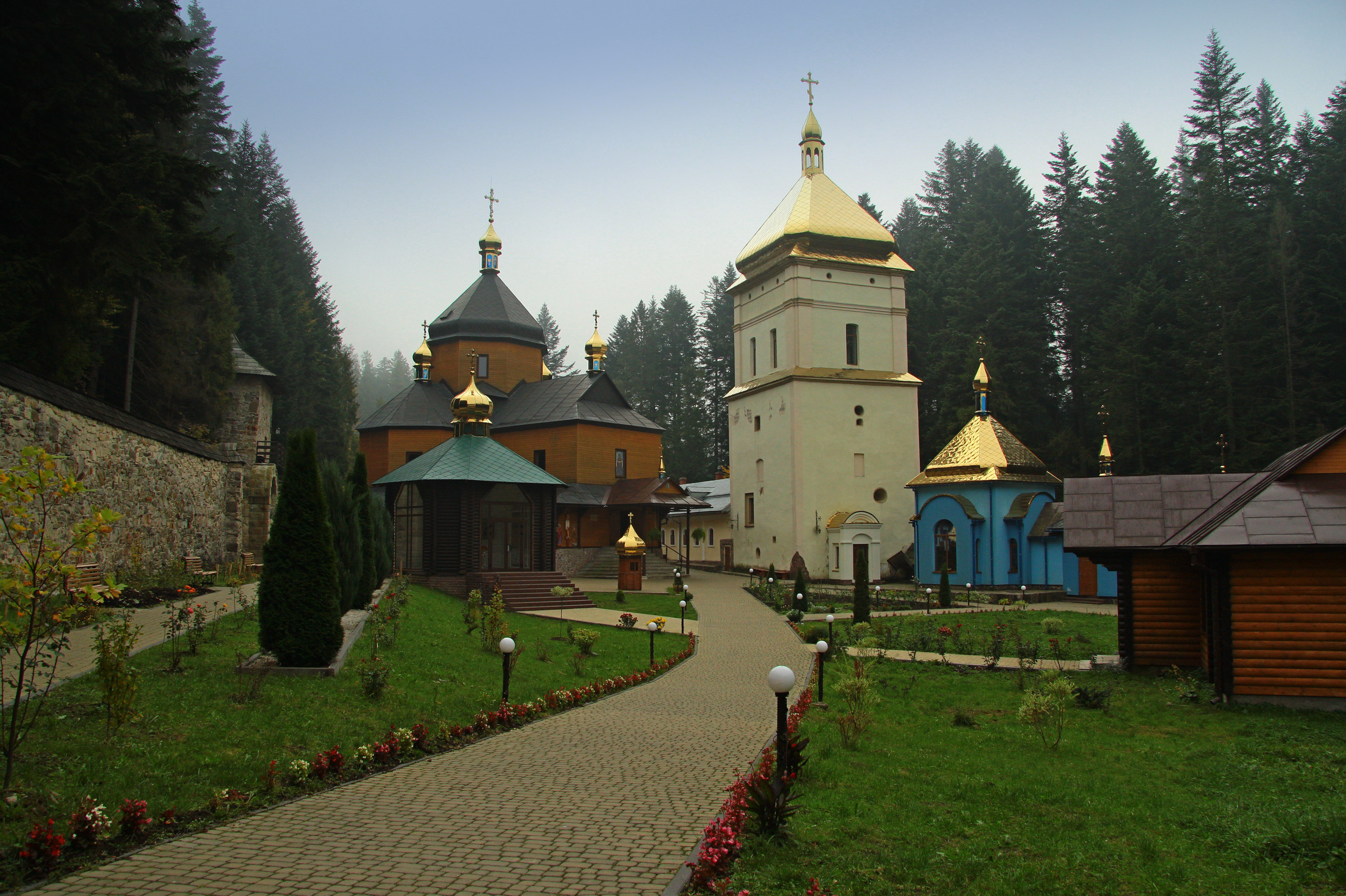
Manjawa-Kloster

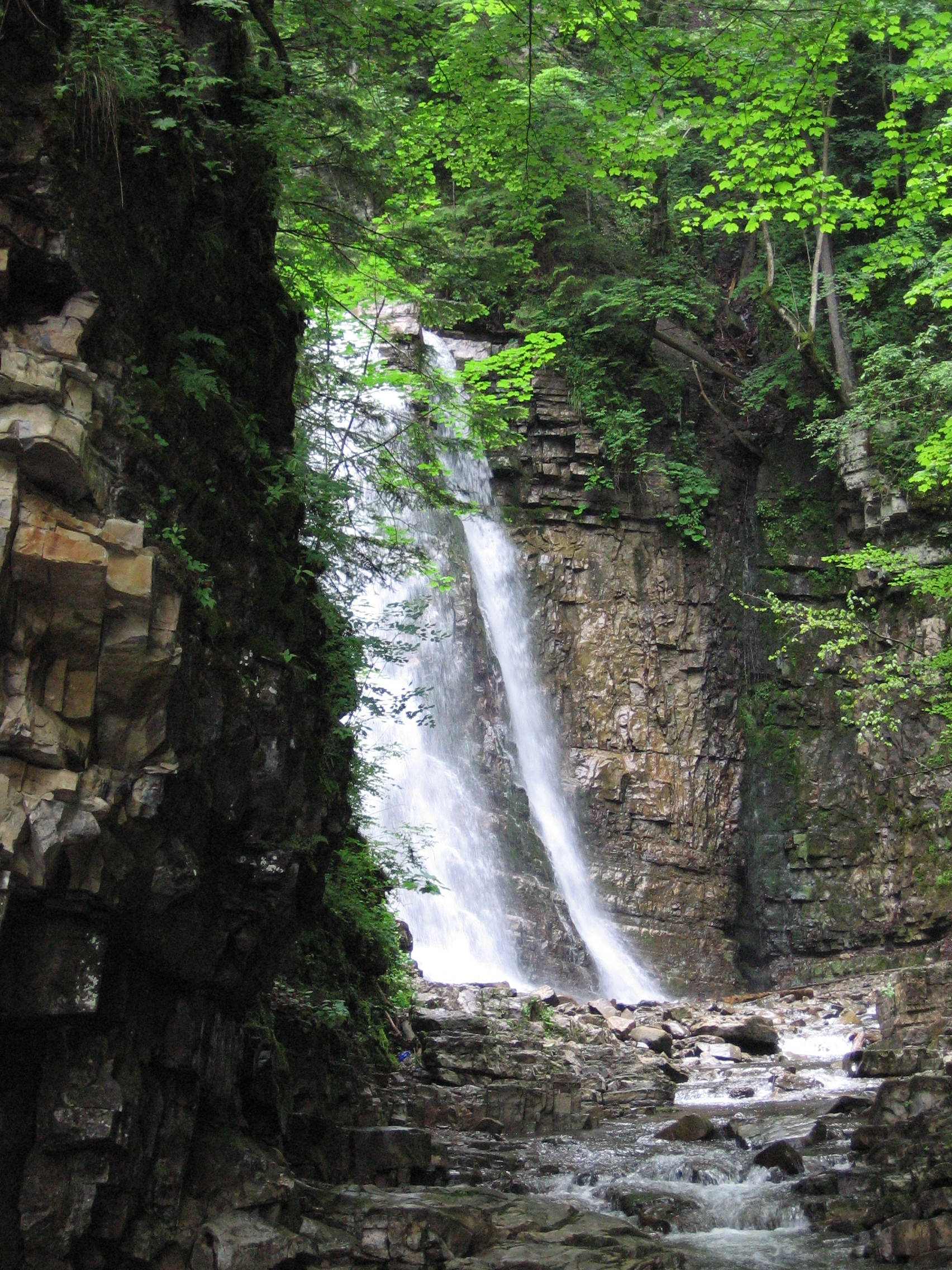
Manjawa-Wasserfall

Manjawa liegt 29 km südwestlich vom ehemaligen Rajonzentrum Bohorodtschany und 50 km südwestlich vom Oblastzentrum Iwano-Frankiwsk im Gebirgszug Gorgany auf 519 m Höhe am Ufer der Manjawka (Манявка), einem 21 km langen Nebenfluss der Bystryzja Solotwynska.
Der Fluss, der hier in mehreren Kaskaden etwa 20 Meter in die Tiefe fällt und somit einen der höchsten Wasserfälle der ukrainischen Karpaten bildet, ist an dieser Stelle ein hydrologisches Naturdenkmal von nationaler Bedeutung.
Oberhalb des Dorfes liegt im Wald ein bekanntes Kloster (⊙) der ukrainisch-orthodoxen Kirche (Kiewer Patriarchat) aus dem 17./18. Jahrhundert.